# Парандак
Паранда́к или Рахимаба́д (перс. پرندك‎) — небольшой город на западе Ирана, в провинции Меркези. Входит в состав шахрестана  Зарандийе. По данным переписи, на 2006 год население составляло 6 184 человек.

## География
Город находится в северо-восточной части Центрального остана, в горной местности, на высоте 1 164 метров над уровнем моря.
Парандак расположен на расстоянии приблизительно 165 километров к северо-востоку от Эрака, административного центра провинции и на расстоянии 60 километров к юго-западу от Тегерана, столицы страны.